# Nehroweć
Nehroweć (ukr. Негровець) – wieś na Ukrainie, w obwodzie zakarpackim, w rejonie chuściańskim, w hromadzie Kołoczawa. W 2001 liczyła 2231 mieszkańców, spośród których 2219 wskazało jako ojczysty język ukraiński, a 12 rosyjski.